# PSA World Tour 2022/23
Die PSA World Tour 2022/23 umfasste alle Squashturniere der Herren-Saison 2022/23 der PSA World Tour. Sie begann am 1. August 2022 und endete am 31. Juli 2023. Die nach dem Monat sortierte Übersicht zeigt den Ort des Turniers an, dessen Namen, das ausgeschüttete Gesamtpreisgeld, sowie den Sieger des Turniers. In der abschließenden Tabelle werden sämtliche Turniersieger nach der Menge ihrer Titel aufgelistet. Dabei ist es nicht relevant, welche Wertigkeit die vom Spieler gewonnenen Turniere besaßen, auch wenn eine entsprechende Erfassung erfolgt.
Ab 29. August 2022 wurde die seit ihrer Einführung monatlich aktualisierte Weltrangliste nunmehr wöchentlich aktualisiert.
Die Saison 2022/23 bestand aus 131 Turnieren. Das Gesamtpreisgeld betrug 4.468.877 US-Dollar.

## Tourinformationen

### Anzahl nach Turnierserie
| Turnierserie | WM | Finals | Platinum | Gold | Silver | Bronze | Ch 30 | Ch 20 | Ch 10 | Ch 5 | Ch 3 |
| ------------ | -- | ------ | -------- | ---- | ------ | ------ | ----- | ----- | ----- | ---- | ---- |
| Anzahl       | 1  | 1      | 7        | 6    | 5      | 6      | 5     | 5     | 41    | 39   | 15   |
| Gesamt       | 1  | 8      | 8        | 17   | 17     | 17     | 105   | 105   | 105   | 105  | 105  |

## Turnierplan

### August
| Datum         | Ort           | Turnier                                          | Preisgeld | Sieger           |
| ------------- | ------------- | ------------------------------------------------ | --------- | ---------------- |
| 03.08.–07.08. | Ostrava       | Ostrava Squash Open 2022                         | $ 6.000   | Marek Panáček    |
| 08.08.–12.08. | Bremen        | Bremer Schlüssel 2022                            | $ 12.000  | Aly Abou Eleinen |
| 17.08.–21.08. | Coffs Harbour | North Coast Open 2022                            | $ 12.000  | Rex Hedrick      |
| 18.08.–21.08. | Mexiko-Stadt  | Torneo Profesional Mexicano de Squash 2022       | $ 6.000   | Alfredo Ávila    |
| 24.08.–28.08. | Lille         | PSA des Hauts de France 2022                     | $ 6.000   | Edwin Clain      |
| 24.08.–28.08. | Islamabad     | PSF Combaxx International Squash Tournament 2022 | $ 12.000  | Nasir Iqbal      |
| 24.08.–28.08. | Kairo         | CIB Zed Squash Open 2022                         | $ 55.000  | Youssef Soliman  |
| 25.08.–28.08. | Sydney        | Alto Group Pennant Hills NSW Squash Open 2022    | $ 3.000   | Abhay Singh      |
| 31.08.–04.09. | Bega          | Volkswagen Bega Open 2022                        | $ 12.000  | Lau Tsz-Kwan     |

### September
| Datum         | Ort           | Turnier                                           | Preisgeld | Sieger             |
| ------------- | ------------- | ------------------------------------------------- | --------- | ------------------ |
| 04.09.–10.09. | Doha          | QTerminals Qatar Classic 2022                     | $ 187.500 | Mohamed Elshorbagy |
| 06.09.–10.09. | Louisville    | Sam Aguiar Louisville Open 2022                   | $ 12.000  | Timothy Brownell   |
| 07.09.–11.09. | Devonport     | City of Devonport Tasmanian Open 2022             | $ 12.000  | Lau Tsz-Kwan       |
| 07.09.–11.09. | Madeira       | Madeira International 2022                        | $ 12.000  | Balázs Farkas      |
| 12.09.–17.09. | Nantes        | Open de France de Squash 2022                     | $ 55.000  | Victor Crouin      |
| 13.09.–17.09. | London        | Nash Cup 2022                                     | $ 20.000  | Nathan Lake        |
| 14.09.–18.09. | Hobart        | Eastside Open 2022                                | $ 6.000   | Robin Gadola       |
| 14.09.–18.09. | Cocoyoc       | Copa Mexico Temazcal 2022                         | $ 3.000   | Alejandro Reyes    |
| 19.09.–23.09. | Chennai       | 4th HCL SRFI Indian Tour - Chennai Leg 2022       | $ 12.000  | Abhay Singh        |
| 19.09.–25.09. | Kairo         | CIB Egyptian Open 2022                            | $ 300.000 | Ali Farag          |
| 20.09.–24.09. | St. Louis     | St Louis Open 2022                                | $ 12.000  | Rory Stewart       |
| 24.09.–29.09. | Hawalli       | 1st Kuwait International Squash Championship 2022 | $ 12.000  | Auguste Dussourd   |
| 29.09.–02.10. | Nancy         | L’International des Mirabelles 2022               | $ 3.000   | Edwin Clain        |
| 29.09.–03.10. | Cleveland     | Cleveland Skating Club Open 2022                  | $ 30.000  | Eain Yow Ng        |
| 30.09.–04.10. | San Francisco | Oracle Netsuite Open 2022                         | $ 80.000  | Mohamed Elshorbagy |

### Oktober
| Datum         | Ort                 | Turnier                                                             | Preisgeld | Sieger                 |
| ------------- | ------------------- | ------------------------------------------------------------------- | --------- | ---------------------- |
| 05.10.–10.10. | Dhaka               | 2nd Bangabandhu Squash Tournament 2022                              | $ 6.000   | Ravindu Laksiri        |
| 08.10.–15.10. | Philadelphia        | U.S. Open 2022                                                      | $ 181.377 | Diego Elías            |
| 11.10.–15.10. | Niagara-on-the-Lake | White Oaks Court Classic 2022                                       | $ 6.000   | Nick Sachvie           |
| 12.10.–16.10. | Atlanta             | Concourse Athletic Club Open 2022                                   | $ 12.000  | Sam Todd               |
| 14.10.–17.10. | Lakeville           | Burnt Squash Open 2022                                              | $ 6.000   | Seif Shenawy           |
| 18.10.–22.10. | Canberra            | Jansher Khan Canberra Open 2022                                     | $ 20.000  | Adrian Waller          |
| 18.10.–23.10. | Zürich              | Grasshopper Cup 2022                                                | $ 107.500 | Mostafa Asal           |
| 19.10.–23.10. | Chicago             | Life Time Chicago Open 2022                                         | $ 30.000  | Victor Crouin          |
| 19.10.–23.10. | Islamabad           | CAS – Serena Hotels/Combaxx International Squash Championships 2022 | $ 30.000  | Moustafa El Sirty      |
| 19.10.–23.10. | Johannesburg        | PaybyFace Randburg Open 2022                                        | $ 6.000   | Dewald van Niekerk     |
| 26.10.–29.10. | Vancouver           | Richardson Wealth Van Lawn Open 2022                                | $ 12.000  | Timothy Brownell       |
| 26.10.–30.10. | Uster               | Swiss Open 2022                                                     | $ 6.000   | Ben Smith              |
| 26.10.–30.10. | Bordeaux            | PSA Bordeaux Gradignan 2022                                         | $ 12.000  | Rory Stewart           |
| 26.10.–30.10. | Sydney              | Australian Open 2022                                                | $ 30.000  | Miguel Ángel Rodríguez |
| 26.10.–30.10. | Greenwich           | Greenwich Open 2022                                                 | $ 6.000   | Marwan Tarek           |

### November
| Datum         | Ort              | Turnier                                                        | Preisgeld | Sieger              |
| ------------- | ---------------- | -------------------------------------------------------------- | --------- | ------------------- |
| 01.11.–05.11. | Lagord           | Open PSA Lagord Tennis Squash 2022                             | $ 20.000  | Auguste Dussourd    |
| 01.11.–05.11. | Port of Spain    | QPCC Premiere PSA Squash Tournament 2022                       | $ 6.000   | Rowan Damming       |
| 03.11.–06.11. | Richmond         | Sport Central Open 2022                                        | $ 6.000   | Alfredo Ávila       |
| 03.11.–07.11. | Brno             | Czech Open 2022                                                | $ 30.000  | Nicolas Müller      |
| 07.11.–11.11. | Niort            | Open International Niort Venise Verte 2022                     | $ 20.000  | Borja Golán         |
| 08.11.–13.11. | Tauranga         | Robertson Lodges New Zealand Open 2022                         | $ 77.500  | Mohamed Elshorbagy  |
| 09.11.–12.11. | San José         | SACC Costa Rica Open 2022                                      | $ 6.000   | Josué Enríquez      |
| 11.11.–13.11. | London           | The Telsa Media David Lloyd Purley Open 2022                   | $ 3.000   | Finnlay Withington  |
| 15.11.–18.11. | Boynton Beach    | Kinetic 5K Challenger 2022                                     | $ 6.000   | Jeremías Azaña      |
| 15.11.–20.11. | Singapur         | Marigold Singapore Squash Open 2022                            | $ 110.000 | Mohamed Elshorbagy  |
| 16.11.–20.11. | London           | London Open 2022                                               | $ 12.000  | Aly Abou Eleinen    |
| 17.11.–20.11. | Cluj-Napoca      | Romanian Open 2022                                             | $ 6.000   | Ben Smith           |
| 17.11.–21.11. | Jodhpur          | 4th HCL SRFI Indian Tour – Jodhpur Leg 2022                    | $ 12.000  | Abhay Singh         |
| 19.11.–23.11. | Hawalli          | 2nd Kuwait International Squash Championship 2022              | $ 12.000  | Abdullah Al Muzayen |
| 22.11.–26.11. | Kuala Lumpur     | Malaysian Open Squash Championships 2022                       | $ 52.500  | Mazen Hesham        |
| 23.11.–26.11. | Weybridge        | St George’s Hill Lawn Tennis Club Open 2022                    | $ 12.000  | Sam Todd            |
| 23.11.–27.11. | Cognac           | PSA Cognac 2022                                                | $ 6.000   | Iván Pérez          |
| 24.11.–27.12. | San Luis Potosí  | Torneo Challenger de Anivesario CDP 2022                       | $ 3.000   | Leo Vargas          |
| 28.11.–04.12. | Hongkong         | Everbright Securities International Hong Kong Squash Open 2022 | $ 170.000 | Mostafa Asal        |
| 29.11.–03.12. | Sutton Coldfield | Sutton Coldfield International 2022                            | $ 6.000   | Emyr Evans          |
| 30.11.–04.12. | Houston          | HSC International Squash Open 2022                             | $ 12.000  | Alfredo Ávila       |

### Dezember
| Datum         | Ort        | Turnier                                    | Preisgeld | Sieger             |
| ------------- | ---------- | ------------------------------------------ | --------- | ------------------ |
| 06.12.–10.12. | Hongkong   | The Hong Kong Football Club Open 2022      | $ 55.000  | Marwan Elshorbagy  |
| 08.12.–11.12. | Harrogate  | Harrogate Squash Open 2022                 | $ 3.000   | Finnlay Withington |
| 13.12.–16.12. | The Plains | Wakefield PSA 2022                         | $ 12.000  | David Baillargeon  |
| 15.12.–17.12. | Fuengirola | Open Costa Del Sol 2022                    | $ 3.000   | Robertino Pezzota  |
| 18.12.–22.12. | Indore     | Daly College & SquashXtreme SRFI Open 2022 | $ 12.000  | Abhay Singh        |

### Januar
| Datum         | Ort                   | Turnier                                   | Preisgeld | Sieger              |
| ------------- | --------------------- | ----------------------------------------- | --------- | ------------------- |
| 11.01.–14.01. | Royal Tunbridge Wells | 501 Fun Colin Payne Kent Open 2023        | $ 3.000   | Owain Taylor        |
| 11.01.–15.01. | Houston               | Houston Open 2023                         | $ 110.000 | Mostafa Asal        |
| 16.01.–20.01. | Hongkong              | KCC PSA Challenge Cup 2023                | $ 12.000  | Abdullah Al Muzayen |
| 18.01.–26.01. | New York City         | J. P. Morgan Tournament of Champions 2023 | $ 180.000 | Diego Elías         |
| 26.01.–29.01. | Medicine Hat          | Christianson Classic 2023                 | $ 6.000   | Alfredo Ávila       |
| 28.01.–01.02. | Delhi                 | 4th HCL SRFI Indian Tour – Delhi 2023     | $ 6.000   | Abhay Singh         |

### Februar
| Datum         | Ort              | Turnier                                    | Preisgeld | Sieger            |
| ------------- | ---------------- | ------------------------------------------ | --------- | ----------------- |
| 01.02.–05.02. | Bloomfield Hills | Sturbridge Capital Motor City Open 2023    | $ 80.000  | Diego Elías       |
| 02.02.–05.02. | Philadelphia     | E.M. Noll Classic 2023                     | $ 12.000  | Charlie Lee       |
| 08.02.–12.02. | Pittsburgh       | Pittsburgh Open 2023                       | $ 75.500  | Diego Elías       |
| 13.02.–17.02. | Calgary          | Oxford Properties Canadian Men’s Open 2023 | $ 55.000  | Joel Makin        |
| 22.02.–26.02. | Washington, D.C. | Squash on Fire Open 2023                   | $ 50.000  | Victor Crouin     |
| 23.02.–26.02. | Calgary          | MRU Open 2023                              | $ 12.000  | David Baillargeon |

### März
| Datum         | Ort          | Turnier                                             | Preisgeld | Sieger                |
| ------------- | ------------ | --------------------------------------------------- | --------- | --------------------- |
| 01.03.–04.03. | Toronto      | Guilfoyle PSA Squash Classic 2023                   | $ 12.000  | Charlie Lee           |
| 02.03.–08.03. | Kairo        | Black Ball Squash Open 2023                         | $ 110.000 | Mohamed Elshorbagy    |
| 07.03.–11.03. | Odense       | Odense Open 2023                                    | $ 12.000  | Rory Stewart          |
| 07.03.–11.03. | Dhaka        | 2nd Bangamata International Squash Tournament 2023  | $ 6.000   | Ibrahim Elkabbani     |
| 09.03.–11.03. | Posen        | SNS Foods PSA Poznan Open 2023                      | $ 3.000   | Velavan Senthilkumar  |
| 09.03.–12.03. | Toronto      | The B&R Open 2023                                   | $ 12.000  | Leandro Romiglio      |
| 10.03.–12.03. | Bristol      | University of the West of England Bristol Open 2023 | $ 3.000   | Elliott Morris Devred |
| 12.03.–17.03. | London       | Gillenmarkets Canary Wharf Classic 2023             | $ 110.000 | Paul Coll             |
| 15.03.–18.03. | Hongkong     | Hong Kong Squash PSA Challenge Cup 2023             | $ 6.000   | Tang Ming-Hong        |
| 15.03.–19.03. | Winnipeg     | Oasis Pools & Spas Manitoba Open 2023               | $ 12.000  | Leonel Cárdenas       |
| 21.03.–26.03. | London       | Optasia Championships 2023                          | $ 108.500 | Karim Abdel Gawad     |
| 22.03.–01.04. | Salzburg     | Mozart Open 2023                                    | $ 6.000   | Simon Herbert         |
| 29.03.–01.04. | Liverpool    | Liverpool Cricket Club Open 2023                    | $ 6.000   | Ben Smith             |
| 29.03.–02.04. | Mexiko-Stadt | NextCloud Tekae TIPSSA Open 2023                    | $ 6.000   | Alfredo Ávila         |
| 30.03.–02.04. | Edmonton     | Edmonton Squash Club PSA Open 2023                  | $ 6.000   | Viktor Byrtus         |

### April
| Datum         | Ort           | Turnier                            | Preisgeld | Sieger               |
| ------------- | ------------- | ---------------------------------- | --------- | -------------------- |
| 09.04.–16.04. | Birmingham    | British Open 2023                  | $ 179.000 | Ali Farag            |
| 10.04.–13.04. | New York City | UCNY PSA Classic 2023              | $ 6.000   | Yassin Elshafei      |
| 12.04.–16.04. | Breda         | BRESS Breda Open 2023              | $ 6.000   | Velavan Senthilkumar |
| 13.04.–16.04. | Le Havre      | PSA de Normandie 2023              | $ 3.000   | Miko Äijänen         |
| 18.04.–22.04. | Dublin        | Cannon Kirk Irish Squash Open 2023 | $ 20.000  | Eain Yow Ng          |
| 18.04.–22.04. | Paris         | Batch Open 2023                    | $ 6.000   | Jakub Solnický       |
| 19.04.–23.04. | Sandy Springs | Atlanta Open 2023                  | $ 12.000  | Zahed Salem          |
| 19.04.–23.04. | Rochester     | Rochester ProAm 2023               | $ 6.000   | Yassin Elshafei      |
| 26.04.–29.04. | St. Louis     | RC Pro Series 2023                 | $ 12.000  | César Salazar        |

### Mai
| Datum         | Ort                | Turnier                                                         | Preisgeld | Sieger           |
| ------------- | ------------------ | --------------------------------------------------------------- | --------- | ---------------- |
| 02.05.–06.05. | Yokohama           | Dynam Cup PSA SQ-Cube Open 2023                                 | $ 12.000  | Ryūnosuke Tsukue |
| 03.05.–11.05. | Chicago            | Squash-Weltmeisterschaft 2022/23                                | $ 500.000 | Ali Farag        |
| 03.05.–06.05. | Santa Fe           | The Kiva Open 2023                                              | $ 6.000   | Alejandro Reyes  |
| 03.05.–07.05. | Villa La Angostura | Tour de las Américas - Villa la Angostura Patagonia Open 2023   | $ 12.000  | Yannick Wilhelmi |
| 04.05.–07.05. | New York City      | Hyder Trophy 2023                                               | $ 12.000  | Yassin Elshafei  |
| 09.05.–13.05. | Resistencia        | Tour de las Américas - Regatas Resistencia Open XI Edition 2023 | $ 12.000  | Leandro Romiglio |
| 09.05.–13.05. | Lagos              | Lagos State Squash Classic 2023                                 | $ 12.000  | Curtis Malik     |
| 16.05.–20.05. | Asunción           | Tour de las Americas - Paraguay Open 2023                       | $ 12.000  | Leandro Romiglio |
| 17.05.–21.05. | Manchester         | Manchester Open 2023                                            | $ 76.000  | Ali Farag        |
| 18.05.–21.05. | Auckland           | Barfoot & Thompson Auckland/Oceania Open PSA 2023               | $ 6.000   | Joseph White     |
| 24.05.–28.05. | São Paulo          | Tour de las Americas - ECP Open 2023                            | $ 6.000   | Rowan Damming    |
| 26.05.–02.06. | el-Guna            | El Gouna International 2023                                     | $ 180.000 | Ali Farag        |
| 31.05.–04.06. | Graz               | Heroes Austrian Open 2023                                       | $ 12.000  | Ryūnosuke Tsukue |

### Juni
| Datum         | Ort           | Turnier                                     | Preisgeld | Sieger                |
| ------------- | ------------- | ------------------------------------------- | --------- | --------------------- |
| 02.06.–04.06. | Kalgoorlie    | City of Kalgoorlie Boulder Golden Open 2023 | $ 3.000   | Ravindu Laksiri       |
| 08.06.–11.06. | Seri Menanti  | PSNS President’s Trophy 2023                | $ 6.000   | Ameeshenraj Chandaran |
| 13.06.–17.06. | Tortola       | Carey Olson Tortola Classic 2023            | $ 12.000  | Spencer Lovejoy       |
| 20.06.–25.06. | Kairo         | PSA World Tour Finals 2022/23               | $ 202.500 | Mostafa Asal          |
| 21.06.–25.06. | Houston       | HSC International Open 2023                 | $ 12.000  | Bernat Jaume          |
| 22.06.–25.06. | Morrinsville  | Harcourts KDRE Morrinsville Open 2023       | $ 6.000   | Rowan Damming         |
| 22.06.–25.06. | New York City | Maspeth Open 2023                           | $ 6.000   | Aqeel Rehman          |
| 28.06.–01.07. | Gibraltar     | Gibraltar Open 2023                         | $ 6.000   | Velavan Senthilkumar  |
| 29.06.–02.07. | Bendigo       | City Of Greater Bendigo International 2023  | $ 3.000   | Rowan Damming         |

### Juli
| Datum         | Ort          | Turnier                                       | Preisgeld | Sieger            |
| ------------- | ------------ | --------------------------------------------- | --------- | ----------------- |
| 05.07.–09.07. | Mexiko-Stadt | STT Petróleos Open 2023                       | $ 12.000  | Leonel Cárdenas   |
| 06.07.–09.07. | Shepparton   | City of Greater Shepparton International 2023 | $ 3.000   | Temwa Chileshe    |
| 06.07.–09.07. | Berkhamsted  | Berkhamsted Linksap Open 2023                 | $ 6.000   | Ben Coleman       |
| 12.07.–16.07. | Melbourne    | Victorian Open 2023                           | $ 6.000   | Rex Hedrick       |
| 19.07.–23.07. | Johns Creek  | Life Time Johns Creek Open 2023               | $ 12.000  | Ibrahim Elkabbani |
| 26.07.–30.07. | Hobart       | Eastside Open 2023                            | $ 6.000   | Alasdair Prott    |
| 26.07.–30.07. | Bremen       | Bremer Schlüssel 2023                         | $ 12.000  | Simon Herbert     |
| 27.07.–30.07. | Colleyville  | Life Time Colleyville Open 2023               | $ 3.000   | Matías Knudsen    |

## Turniersieger
| Platz | Spieler                | Siege | WM | Finals | Platinum | Gold | Silver | Bronze | Ch 30 | Ch 20 | Ch 10 | Ch 5 | Ch 3 |
| ----- | ---------------------- | ----- | -- | ------ | -------- | ---- | ------ | ------ | ----- | ----- | ----- | ---- | ---- |
| 1.    | Alfredo Ávila          | 5     |    |        |          |      |        |        |       |       | 1     | 4    |      |
| 1.    | Mohamed Elshorbagy     | 5     |    |        | 1        | 2    | 2      |        |       |       |       |      |      |
| 1.    | Ali Farag              | 5     | 1  |        | 3        |      | 1      |        |       |       |       |      |      |
| 1.    | Abhay Singh            | 5     |    |        |          |      |        |        |       |       | 3     | 1    | 1    |
| 5.    | Mostafa Asal           | 4     |    | 1      | 1        | 2    |        |        |       |       |       |      |      |
| 5.    | Rowan Damming          | 4     |    |        |          |      |        |        |       |       |       | 3    | 1    |
| 5.    | Diego Elías            | 4     |    |        | 2        |      | 2      |        |       |       |       |      |      |
| 8.    | Victor Crouin          | 3     |    |        |          |      |        | 2      | 1     |       |       |      |      |
| 8.    | Yassin Elshafei        | 3     |    |        |          |      |        |        |       |       | 1     | 2    |      |
| 8.    | Leandro Romiglio       | 3     |    |        |          |      |        |        |       |       | 3     |      |      |
| 8.    | Velavan Senthilkumar   | 3     |    |        |          |      |        |        |       |       |       | 2    | 1    |
| 8.    | Ben Smith              | 3     |    |        |          |      |        |        |       |       |       | 3    |      |
| 8.    | Rory Stewart           | 3     |    |        |          |      |        |        |       |       | 3     |      |      |
| 14.   | Abdullah Al Muzayen    | 2     |    |        |          |      |        |        |       |       | 2     |      |      |
| 14.   | David Baillargeon      | 2     |    |        |          |      |        |        |       |       | 2     |      |      |
| 14.   | Timothy Brownell       | 2     |    |        |          |      |        |        |       |       | 2     |      |      |
| 14.   | Leonel Cárdenas        | 2     |    |        |          |      |        |        |       |       | 2     |      |      |
| 14.   | Edwin Clain            | 2     |    |        |          |      |        |        |       |       |       | 1    | 1    |
| 14.   | Auguste Dussourd       | 2     |    |        |          |      |        |        |       | 1     | 1     |      |      |
| 14.   | Aly Abou Eleinen       | 2     |    |        |          |      |        |        |       |       | 2     |      |      |
| 14.   | Ibrahim Elkabbani      | 2     |    |        |          |      |        |        |       |       | 1     | 1    |      |
| 14.   | Rex Hedrick            | 2     |    |        |          |      |        |        |       |       | 1     | 1    |      |
| 14.   | Simon Herbert          | 2     |    |        |          |      |        |        |       |       | 1     | 1    |      |
| 14.   | Ravindu Laksiri        | 2     |    |        |          |      |        |        |       |       |       | 1    | 1    |
| 14.   | Lau Tsz-Kwan           | 2     |    |        |          |      |        |        |       |       | 2     |      |      |
| 14.   | Charlie Lee            | 2     |    |        |          |      |        |        |       |       | 2     |      |      |
| 14.   | Alejandro Reyes        | 2     |    |        |          |      |        |        |       |       |       | 1    | 1    |
| 14.   | Sam Todd               | 2     |    |        |          |      |        |        |       |       | 2     |      |      |
| 14.   | Ryūnosuke Tsukue       | 2     |    |        |          |      |        |        |       |       | 2     |      |      |
| 14.   | Finnlay Withington     | 2     |    |        |          |      |        |        |       |       |       |      | 2    |
| 14.   | Eain Yow Ng            | 2     |    |        |          |      |        |        | 1     | 1     |       |      |      |
| 32.   | Miko Äijänen           | 1     |    |        |          |      |        |        |       |       |       |      | 1    |
| 32.   | Jeremías Azaña         | 1     |    |        |          |      |        |        |       |       |       | 1    |      |
| 32.   | Viktor Byrtus          | 1     |    |        |          |      |        |        |       |       |       | 1    |      |
| 32.   | Ameeshenraj Chandaran  | 1     |    |        |          |      |        |        |       |       |       | 1    |      |
| 32.   | Temwa Chileshe         | 1     |    |        |          |      |        |        |       |       |       |      | 1    |
| 32.   | Ben Coleman            | 1     |    |        |          |      |        |        |       |       |       | 1    |      |
| 32.   | Paul Coll              | 1     |    |        |          | 1    |        |        |       |       |       |      |      |
| 32.   | Moustafa El Sirty      | 1     |    |        |          |      |        |        | 1     |       |       |      |      |
| 32.   | Marwan Elshorbagy      | 1     |    |        |          |      |        | 1      |       |       |       |      |      |
| 32.   | Josué Enríquez         | 1     |    |        |          |      |        |        |       |       |       | 1    |      |
| 32.   | Emyr Evans             | 1     |    |        |          |      |        |        |       |       |       | 1    |      |
| 32.   | Balázs Farkas          | 1     |    |        |          |      |        |        |       |       | 1     |      |      |
| 32.   | Robin Gadola           | 1     |    |        |          |      |        |        |       |       |       | 1    |      |
| 32.   | Karim Abdel Gawad      | 1     |    |        |          | 1    |        |        |       |       |       |      |      |
| 32.   | Borja Golán            | 1     |    |        |          |      |        |        |       | 1     |       |      |      |
| 32.   | Mazen Hesham           | 1     |    |        |          |      |        | 1      |       |       |       |      |      |
| 32.   | Nasir Iqbal            | 1     |    |        |          |      |        |        |       |       | 1     |      |      |
| 32.   | Bernat Jaume           | 1     |    |        |          |      |        |        |       |       | 1     |      |      |
| 32.   | Matías Knudsen         | 1     |    |        |          |      |        |        |       |       |       |      | 1    |
| 32.   | Nathan Lake            | 1     |    |        |          |      |        |        |       | 1     |       |      |      |
| 32.   | Spencer Lovejoy        | 1     |    |        |          |      |        |        |       |       | 1     |      |      |
| 32.   | Joel Makin             | 1     |    |        |          |      |        | 1      |       |       |       |      |      |
| 32.   | Curtis Malik           | 1     |    |        |          |      |        |        |       |       | 1     |      |      |
| 32.   | Elliott Morris Devred  | 1     |    |        |          |      |        |        |       |       |       |      | 1    |
| 32.   | Nicolas Müller         | 1     |    |        |          |      |        |        | 1     |       |       |      |      |
| 32.   | Marek Panáček          | 1     |    |        |          |      |        |        |       |       |       | 1    |      |
| 32.   | Iván Pérez             | 1     |    |        |          |      |        |        |       |       |       | 1    |      |
| 32.   | Robertino Pezzota      | 1     |    |        |          |      |        |        |       |       |       |      | 1    |
| 32.   | Alasdair Prott         | 1     |    |        |          |      |        |        |       |       |       | 1    |      |
| 32.   | Aqeel Rehman           | 1     |    |        |          |      |        |        |       |       |       | 1    |      |
| 32.   | Miguel Ángel Rodríguez | 1     |    |        |          |      |        |        | 1     |       |       |      |      |
| 32.   | Nick Sachvie           | 1     |    |        |          |      |        |        |       |       |       | 1    |      |
| 32.   | César Salazar          | 1     |    |        |          |      |        |        |       |       | 1     |      |      |
| 32.   | Zahed Salem            | 1     |    |        |          |      |        |        |       |       | 1     |      |      |
| 32.   | Seif Shenawy           | 1     |    |        |          |      |        |        |       |       |       | 1    |      |
| 32.   | Youssef Soliman        | 1     |    |        |          |      |        | 1      |       |       |       |      |      |
| 32.   | Jakub Solnický         | 1     |    |        |          |      |        |        |       |       |       | 1    |      |
| 32.   | Tang Ming-Hong         | 1     |    |        |          |      |        |        |       |       |       | 1    |      |
| 32.   | Marwan Tarek           | 1     |    |        |          |      |        |        |       |       |       | 1    |      |
| 32.   | Owain Taylor           | 1     |    |        |          |      |        |        |       |       |       |      | 1    |
| 32.   | Dewald van Niekerk     | 1     |    |        |          |      |        |        |       |       |       | 1    |      |
| 32.   | Leo Vargas             | 1     |    |        |          |      |        |        |       |       |       |      | 1    |
| 32.   | Adrian Waller          | 1     |    |        |          |      |        |        |       | 1     |       |      |      |
| 32.   | Joseph White           | 1     |    |        |          |      |        |        |       |       |       | 1    |      |
| 32.   | Yannick Wilhelmi       | 1     |    |        |          |      |        |        |       |       | 1     |      |      |

## Nationenwertung
| Platz | Nation             | Siege | WM | Finals | Platinum | Gold | Silver | Bronze | Ch 30 | Ch 20 | Ch 10 | Ch 5 | Ch 3 |
| ----- | ------------------ | ----- | -- | ------ | -------- | ---- | ------ | ------ | ----- | ----- | ----- | ---- | ---- |
| 1.    | Ägypten            | 24    | 1  | 1      | 4        | 3    | 1      | 3      | 1     |       | 5     | 5    |      |
| 2.    | England            | 20    |    |        | 1        | 2    | 2      |        |       | 2     | 6     | 5    | 2    |
| 3.    | Mexiko             | 11    |    |        |          |      |        |        |       |       | 4     | 5    | 2    |
| 4.    | Indien             | 8     |    |        |          |      |        |        |       |       | 3     | 3    | 2    |
| 5.    | Frankreich         | 7     |    |        |          |      |        | 2      | 1     | 1     | 1     | 1    | 1    |
| 6.    | Argentinien        | 5     |    |        |          |      |        |        |       |       | 3     | 1    | 1    |
| 7.    | Niederlande        | 4     |    |        |          |      |        |        |       |       |       | 3    | 1    |
| 7.    | Peru               | 4     |    |        | 2        |      | 2      |        |       |       |       |      |      |
| 7.    | Schottland         | 4     |    |        |          |      |        |        |       |       | 3     | 1    |      |
| 7.    | Wales              | 4     |    |        |          |      |        | 1      |       |       |       | 1    | 2    |
| 11.   | Australien         | 3     |    |        |          |      |        |        |       |       | 1     | 2    |      |
| 11.   | Hongkong           | 3     |    |        |          |      |        |        |       |       | 2     | 1    |      |
| 11.   | Kanada             | 3     |    |        |          |      |        |        |       |       | 2     | 1    |      |
| 11.   | Malaysia           | 3     |    |        |          |      |        |        | 1     | 1     |       | 1    |      |
| 11.   | Schweiz            | 3     |    |        |          |      |        |        | 1     |       | 1     | 1    |      |
| 11.   | Spanien            | 3     |    |        |          |      |        |        |       | 1     | 1     | 1    |      |
| 11.   | Tschechien         | 3     |    |        |          |      |        |        |       |       |       | 3    |      |
| 11.   | Vereinigte Staaten | 3     |    |        |          |      |        |        |       |       | 3     |      |      |
| 19.   | Japan              | 2     |    |        |          |      |        |        |       |       | 2     |      |      |
| 19.   | Kolumbien          | 2     |    |        |          |      |        |        | 1     |       |       |      | 1    |
| 19.   | Kuwait             | 2     |    |        |          |      |        |        |       |       | 2     |      |      |
| 19.   | Neuseeland         | 2     |    |        |          | 1    |        |        |       |       |       |      | 1    |
| 19.   | Sri Lanka          | 2     |    |        |          |      |        |        |       |       |       | 1    | 1    |
| 24.   | Finnland           | 1     |    |        |          |      |        |        |       |       |       |      | 1    |
| 24.   | Guatemala          | 1     |    |        |          |      |        |        |       |       |       | 1    |      |
| 24.   | Österreich         | 1     |    |        |          |      |        |        |       |       |       | 1    |      |
| 24.   | Pakistan           | 1     |    |        |          |      |        |        |       |       | 1     |      |      |
| 24.   | Südafrika          | 1     |    |        |          |      |        |        |       |       |       | 1    |      |
| 24.   | Ungarn             | 1     |    |        |          |      |        |        |       |       | 1     |      |      |